# Curtea de Argeș
Curtea de Argeş é uma cidade da Roménia, no judeţ (distrito) de Argeş com 27.359 habitantes (2011).
Localiza-se na margem direita do rio Argeș. A cidade é um marco na história da Idade Média da Roménia.

## Património
- Mosteiro de Curtea de Argeș (1512-1517) - Construído pelo príncipe Neagoe Bassarabe. É o santuário da família real romena, estando vários reis enterrados aqui (Carlos I da Roménia e a sua esposa Isabel de Wied, Fernando I da Romênia e sua esposa Maria de Saxe-Coburgo-Gota, bem como Carlos II da Romênia e Miguel I da Romênia e a sua esposa Ana de Bourbon-Parma)[1].
- Igreja Olari
- Ruínas da Igreja Sân Nicoară